# Adriaan Blaauw

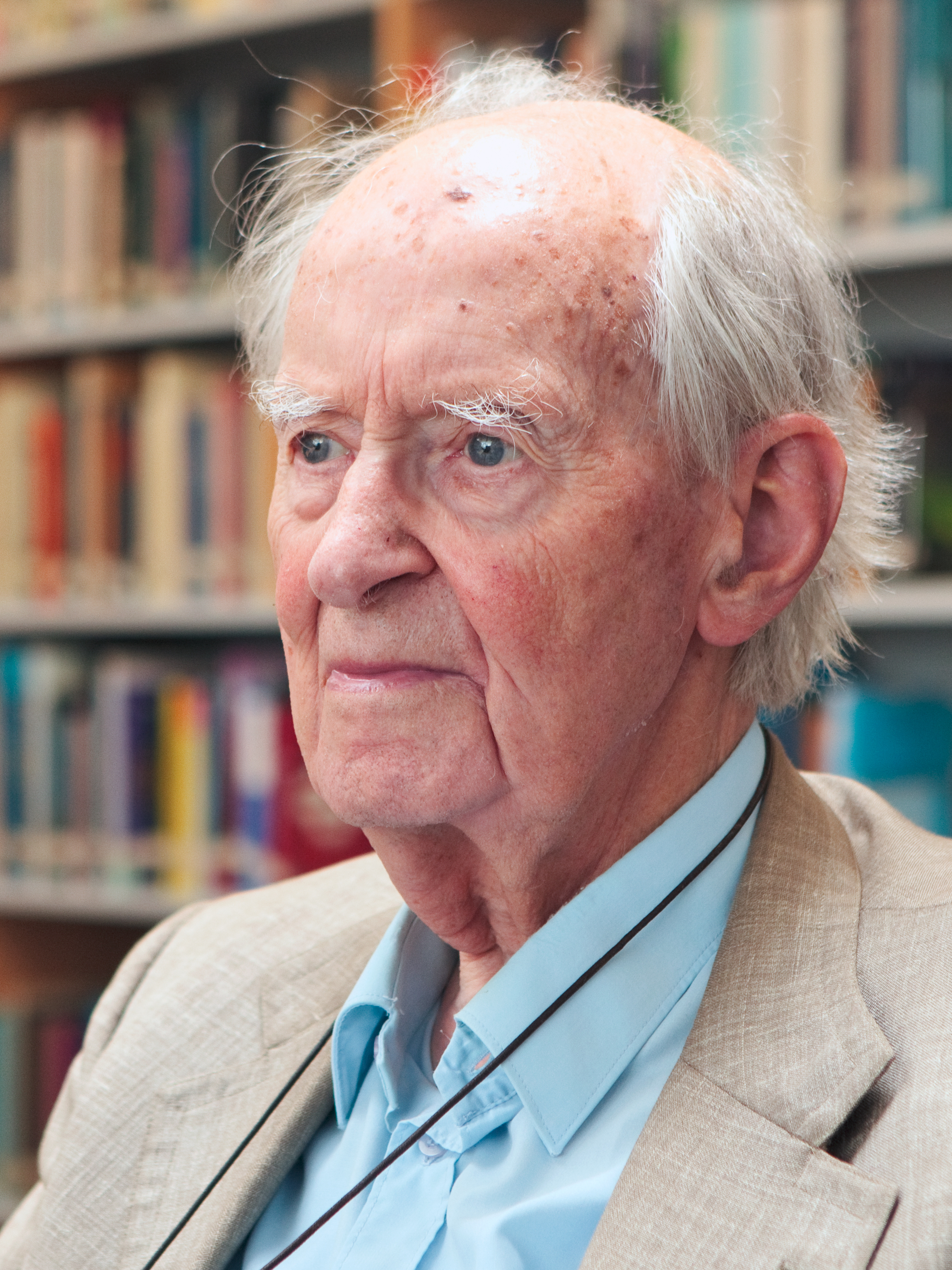
Adriaan Blaauw (2009)

Adriaan Blaauw (Amsterdam, 12 april 1914 - Groningen, 1 december 2010) was een Nederlands astronoom.

## Opleiding
Adriaan Blaauw werd op 12 april 1914 in Amsterdam geboren. Zijn vader was accountant en afkomstig uit een Noord-Hollandse boerenfamilie. Als kind al raakte hij geboeid door de sterrenhemel en ontwikkelde hij zich tot amateurastronoom. Toen hij in 1932 eindexamen HBS had gedaan, koos hij voor een studie sterrenkunde in Leiden. Hij nam zijn lijstje met voortreffelijke eindexamencijfers mee voor een kennismakingsbezoek met de hoogleraar, Willem de Sitter.  Het bezoek verliep gunstig en De Sitter was bereid hem als student aan te nemen.

### Leiden

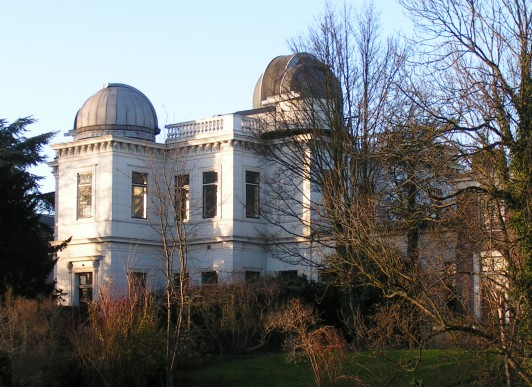
De voormalige Leidse sterrenwacht

De studie verliep voorspoedig. In 1935 deed hij met succes zijn kandidaatsexamen en werd als onbezoldigd assistent in de staf van de sterrenwacht opgenomen. De Sterrenwacht, in een afgesloten stuk van de Hortus, was een enclave in de stad Leiden. Het gebouw bevatte niet alleen werkkamers en koepels met telescopen, maar ook woningen van de hoogleraren en van enkele instrumentmakers, terwijl op het terrein nog enkele kleine woningen stonden die bewoond werden door (vrijgezelle) assistenten.

### Groningen
Lang bleef Blaauw niet in het Leidse – hij zou nooit ergens lang blijven.
In 1938 verhuisde hij naar zijn eerste betaalde baan, assistent bij Pieter van Rhijn op het Kapteyn Laboratorium in Groningen, opgericht en tot grote bloei gebracht door Jacobus Cornelius Kapteyn. Hij ging daarbij wel van een bloeiend, levendig instituut naar een instituut dat, na het emeritaat van de hoogleraar waarnaar het vernoemd was, veel van zijn glans had verloren. Van Rhijn had het als zijn taak gezien Kapteyns plannen te voltooien, ook toen die plannen verouderden.
Binnen anderhalf jaar brak de Tweede Wereldoorlog uit en werd ontwrichting van het leven belangrijker dan concurrentie in wetenschappelijk onderzoek. Hij kreeg er wel verantwoordelijkheden bij omdat Van Rhijn aan tuberculose leed en veelvuldig en voor langere tijd afwezig was. Eind 1944 werd Blaauw door de Duitse bezetter gearresteerd en gevangengezet in de Groningse gevangenis. Hij werd er van beschuldigd naar de Engelse radiozender te hebben geluisterd. Nadat zijn familie een belangrijke Duitse militair had omgekocht, kwam hij in februari 1945 vrij.
Op de eerste ochtend terug op het Kapteyn Laboratorium belden er twee middelbare scholieren aan. Ze waren geïnteresseerd in de mogelijkheden van een studie sterrenkunde. Ze werden beminnelijk door Blaauw ontvangen en hebben met succes gestudeerd en het ver gebracht in de wetenschap: Jan Borgman werd voorzitter van de Nederlandse Organisatie voor Wetenschappelijk Onderzoek (NWO), na een aantal jaren de Groninger universiteit te hebben bestuurd, en Maarten Schmidt werd hoogleraar aan het California Institute of Technology en heeft eeuwig faam verworven als de ontdekker van de quasars.
De misschien wat ongemakkelijke rust van de oorlogsjaren stelde Blaauw wel in staat om met zorg zijn proefschriftonderwerp te kiezen. Hij besloot een studie te maken van een losse groep van nabije, heldere sterren in de sterrenbeelden Schorpioen en Centaurus. De vraag die hij zich stelde was te bewijzen dat hier inderdaad sprake was van één groep, om vervolgens te vragen hoe de groepsstructuur en de kinematica waren. De belangrijkste nieuwe gegevens waren de verplaatsingen van de sterren te vergelijken met posities van zo’n vijftig jaar eerder. De verplaatsingen waren zo klein, dat de metingen behept waren met allerlei fouten – en geen willekeurige fouten, maar moeilijk op te sporen systematische fouten. Dit was een probleem van een soort dat Blaauw zijn hele leven met succes tegemoet is getreden. Een van zijn door studenten graag geciteerde uitspraken was: "Eerst maar eens de boel op orde brengen". En inderdaad, nadat Blaauw de boel op orde had gebracht was er consistentie. Ook hierin herken je de latere bestuurder. Of de boel nu een sterrenkundig vraagstuk, een akkefietje in de sterrenwachtraad, of een internationaal aspect betrof, Blaauw creëerde rust. En met geduld en intelligent inzicht ontstond ruimte waarbinnen een oplossing werd gevonden. Henk van de Hulst heeft ooit opgemerkt dat Adriaan Blaauw ten minste één karaktereigenschap had die je zelden of nooit tegenkwam: onder druk gezet werd hij trager en voorzichtiger.

### Promotie
Blaauw promoveerde cum laude op 6 juli 1946 te Groningen. In zijn proefschrift (A study of the Scorpio-Centaurus cluster) toonde hij aan dat er in het bestudeerde gebied inderdaad een groep hete sterren was die op ongeveer dezelfde afstand stond en dat deze groep expandeerde. De sterren bewogen zich van elkaar af en de groep was bezig uit elkaar te vallen. Het proefschrift was knap werk dat de tand des tijds goed heeft doorstaan en nog steeds het cum laude rechtvaardigt dat hij er voor kreeg. Toch schrijft hij zelf in een korte autobiografie dat hij een belangrijk punt had gemist: de conclusie dat de groep kortgeleden was ontstaan; de hete, heldere sterren moesten allemaal jong zijn. Deze conclusie werd pas enkele jaren later getrokken door de beroemde Russische astronoom Viktor Hambartsoemian. In 1945 besefte men nog nauwelijks dat sterren, hoelang ze ook kunnen bestaan, toch allemaal vergaan en vervangen worden door nieuwe. Een andere verrassing die pas later voortkwam uit zijn proefschriftonderzoek was de ontdekking van sterren, "hardlopers", die met grote snelheden wegliepen uit het gebied waar ze kennelijk waren ontstaan. Blaauw zou in 1961 in een veel geciteerd artikel een boeiende verklaring vinden voor de snelheden van deze runaway-sterren. Daarin was zo’n ster aanvankelijk door zwaartekracht gebonden aan een andere ster. Die andere, zwaardere ster explodeerde na enige tijd en daarmee viel abrupt de zwaartekracht weg en werd de hoge cirkelbaansnelheid van de eerste ster praktisch instantaan omgezet in een hoge wegloopsnelheid.

## Leidse Sterrenwacht
Meteen na de oorlog werd Jan Hendrik Oort de nieuwe directeur van de Leidse Sterrenwacht. Hij vroeg al snel of Blaauw bereid was in Leiden een baan als conservator aan te nemen. Het was een aantrekkelijk aanbod en Blaauw, inmiddels getrouwd en met een jonge zoon en dochter, vertrok naar Leiden. Daar ontstonden nieuwe mogelijkheden. Blaauw nam deel aan een Leidse expeditie naar een tijdelijk waarneemstation op de evenaar in Kenia, om betere sterposities te meten. Uit de plek aan de horizon waar een ster onderging volgde direct de declinatie – de grootheid die bij meting vanuit verder noordelijke of zuidelijke breedte notoir onnauwkeurig was. Een eerdere expeditie was mislukt maar dit keer had men wel succes. Een ander nieuw project bracht samenwerking mee met Otto Struve in de Yerkes Observatory bij Chicago. Blaauw verbleef daar enkele maanden in 1947, 1948 en 1952. Uiteindelijk leidde dit tot het aanbod van een stafpositie op de sterrenwacht van Yerkes, toen een van de meest gerenommeerde instituten in de Verenigde Staten. In 1953 vertrok Blaauw per vliegtuig en zijn gezin reisde hem per boot achterna.

## Yerkes Observatory

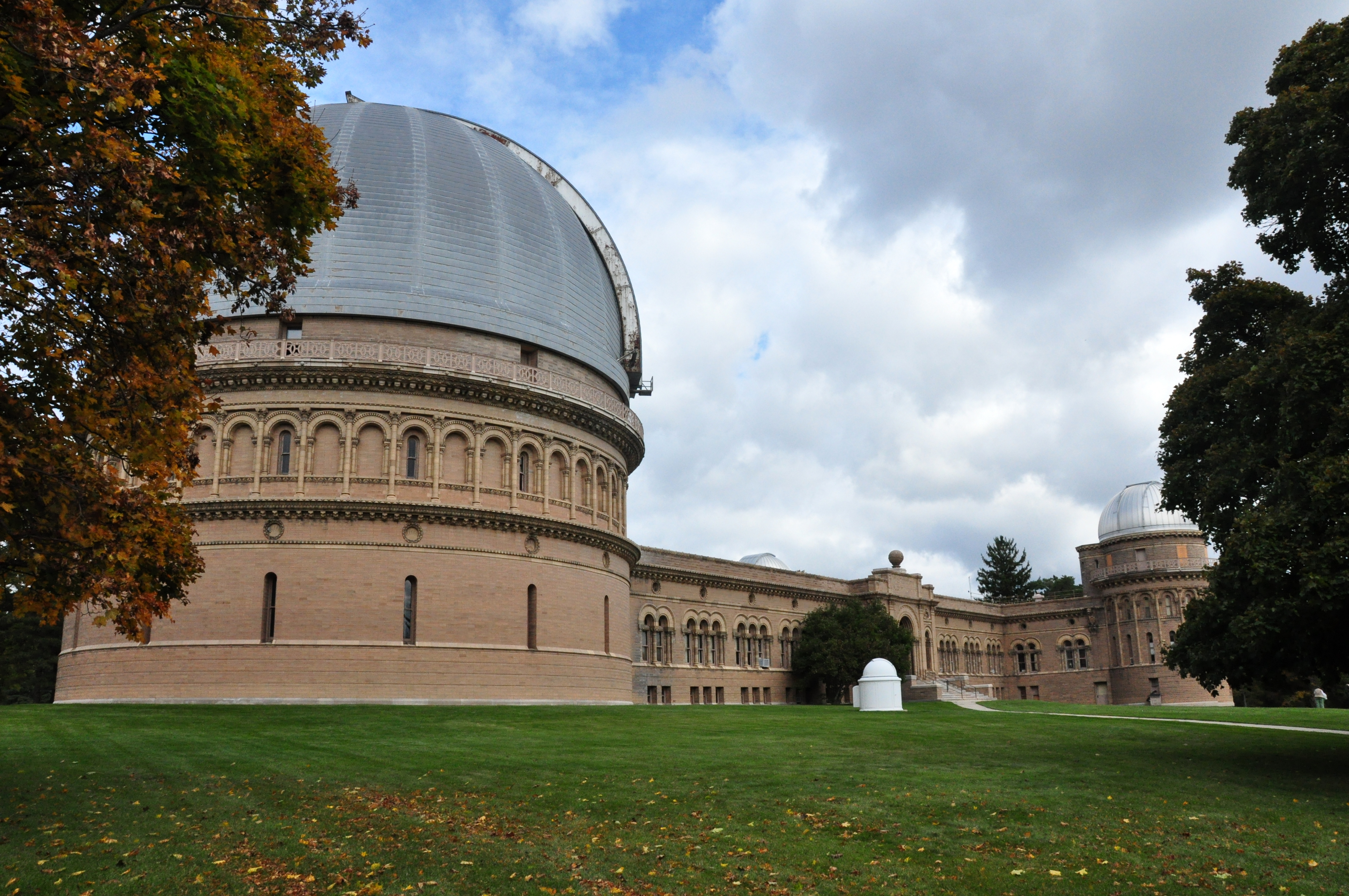
Yerkes Observatory

In Yerkes hadden hij en zijn gezin goede jaren. Ze woonden bij de sterrenwacht op een aangename afstand van de stad Chicago. De natuur was er prachtig, waarbij de aanwezigheid van het idyllische Lake Geneva een belangrijke factor was. Er waren veel bezoekers en het was gemakkelijk goede contacten te leggen. Blaauw kreeg betere kansen om zijn studies van jonge, hete sterren met verbeterde waarnemingen voort te zetten en toen hij ook nog associate director werd, leek het wel zeker dat hij zich definitief in de Verenigde Staten had gevestigd. Inderdaad is hij dat land altijd als zijn tweede vaderland blijven beschouwen. Maar hoe mooi het er ook was, toch bleef hij er maar een paar jaar.

## Kapteyn Instituut in Groningen
In Groningen was Van Rhijn inmiddels met emeritaat. Curatoren van de universiteit besloten dat er een opvolger moest komen en benaderden Blaauw. Er volgden langdurige onderhandelingen waarbij Blaauw als belangrijkste eis stelde dat hij het bestaande instituut mocht uitbreiden en dat hij een eigen sterrenwacht zou krijgen. Het duurde even, maar ten slotte werden zijn eisen ingewilligd. Hij kreeg een 60cm-telescoop en een fors budget voor waarneemreizen, kon een groot aantal medewerkers aantrekken, het programma van het instituut moderniseren en uitbreiden met astronomische instrumentatie, radiosterrenkunde, en fysica van het interstellaire gas.
Hij trof daar een instituut aan dat er op details na nog zo uitzag als toen hij het verliet, en zelfs grotendeels nog zoals Kapteyn het had achtergelaten. Er waren twee stafleden, Lukas Plaut en Jan Borgman, er waren rekenaars (die vooral rekenden met logaritmetafels en enkele mechanische handrekenmachines) en enkele technici. Dit moest veranderen. Nu had Blaauw het tij mee. De Nederlandse maatschappij was bezig in een snel tempo te moderniseren. Een groter deel van de bevolking moest universitair onderwijs krijgen. Er kwam geld voor vernieuwing van gebouwen en voor nieuwe stafposities. Dankzij een nieuw beursstelsel begonnen ook de studentenaantallen te groeien. De universiteiten groeiden in rap tempo uit de oude kleren.
Blaauw brak met de onderzoekslijnen van Van Rhijn. De radioastronomie werd toegevoegd als nieuw onderzoeksterrein en daarvoor werd uit Leiden een radioastronoom, Hugo van Woerden, aangetrokken. Er kwam zelfs een nieuw professoraat in de astrofysica waarvoor Stuart Pottasch bereid was over te komen uit de Verenigde Staten. Binnen twee jaar waren er weer nieuwe studenten. Eén per jaar was dan wel niet veel, maar veel meer dan wat er in de voorgaande jaren was ingestroomd. Van 1958 tot 1965 was hij secretaris van de ZWO-Stichting Radiostraling van Zon en Melkweg en  betrokken bij de exploitatie van de Dwingeloo Radiotelescoop en de voorbereiding van de Westerbork Synthese Radio Telescoop.
Vier jaar (1964-68) was Blaauw decaan van de faculteit Wiskunde en Natuurwetenschappen te Groningen.
In Nederland trof Blaauw nog meer aan dan het Kapteyn Laboratorium. Er was het project voor een Europese samenwerking in de sterrenkunde, dat
in 1953 in gang was gezet door Jan Hendrik Oort en Walter Baade, de laatste
een Duitse astronoom en staflid van de Mount Wilson en Palomar sterrenwacht in het zuiden van Californië. Oort en Baade hadden geconcludeerd dat Europese sterrenkundigen moesten kunnen beschikken over een telescoop met een middellijn van drie meter of meer, wilde men in Europa enigszins gebruikmaken van de fascinerende mogelijkheden die de actuele sterrenkunde bood. Ook was het de enige manier om de achterstand op de Verenigde Staten kleiner te maken. Hoewel er algemeen enthousiasme bestond voor dit plan, verliep de besluitvorming heel traag. In 1958 was nog maar weinig bereikt. Dat was het moment waarop Blaauw zijn diensten aanbood.

## European Southern Observatory (ESO)
Blaauw is altijd een diplomaat geweest. Dat zat bij hem in de genen. Hij was een man die geen vijanden maakte, maar als het erop aankwam was hij ferm. Als heelmeester had Blaauw zachte handen die echter genezing brachten en geen stinkende wonden achterlieten. Wel kon hij heel gereserveerd overkomen. Blaauw heeft een belangrijke rol gespeeld in het vlot trekken van het vastgelopen schip van die Europese Zuidelijke Sterrenwacht. (Een klein voorbeeld: Blaauw maakte met de Duitser Otto Heckmann en de Fransman Charles Fehrenbach een reis naar Zuid-Afrika om te verkennen of men daar de nieuwe sterrenwacht zou kunnen vestigen. Tijdens de reis was er nogal wat spanning tussen het Frans/Duitse koppel, en die ontlaadde zich af en toe vrij krachtig. Blaauw heeft met geduld en tolerantie de gemoederen steeds kunnen bedaren en de tegenstellingen weggemasseerd.) Het was mede dankzij dit kalme temperament dat in 1962 de regeringen van België, Duitsland, Frankrijk, Nederland en Zweden besloten een nieuwe sterrenwacht in Chili te bouwen, de European Southern Observatory (ESO). Tot ieders spijt deed het Verenigd Koninkrijk op het laatste moment niet mee en ging het zijn eigen gang. Het heeft Blaauw genoegen gedaan dat het Verenigd Koninkrijk decennia later alsnog aanklopte om lid te worden.

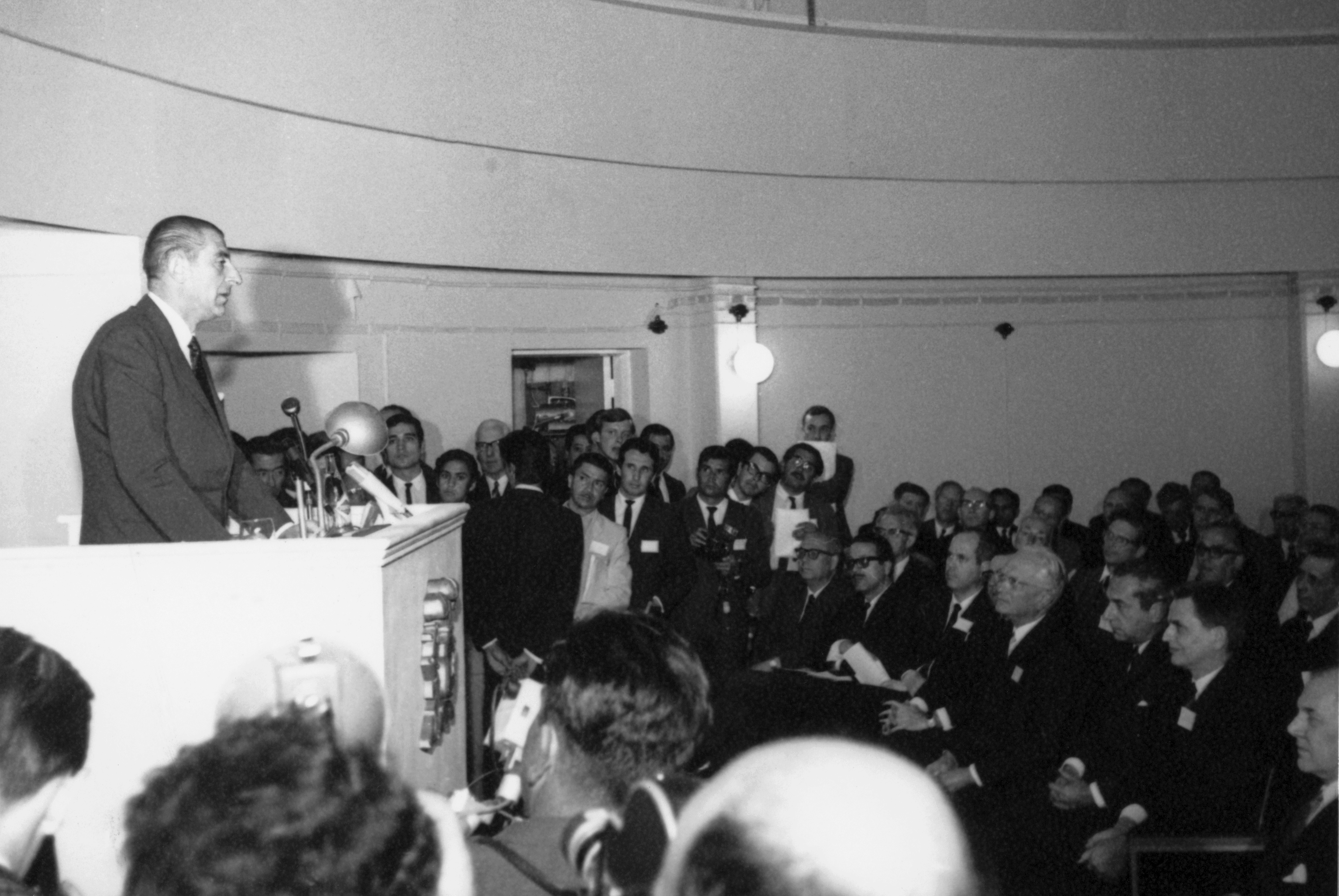
De president van Chili, Eduardo Frei Montalva, houdt een toespraak bij de opening van het observatorium

Heckmann werd in 1964 de eerste director general en Blaauw werd scientific director. Onder Heckmanns leiding werd een site gekozen in Chili. Dat het niet Zuid-Afrika werd kon worden besloten omdat de lucht in Chili helderder was. Tegelijk was men verlost van het probleem om met de regering van de apartheidspolitiek te moeten samenwerken. Helaas was dat slechts een kwestie van uitstel – ESO zou later nog jarenlang moeten samenwerken met een ondemocratisch regime in Chili.
Op 25 maart 1969 werd ESO feestelijk geopend. De president van Chili, Eduardo Frei Montalva, was er en diverse ministers van de deelnemende landen, onder wie de Zweedse minister van Onderwijs, Olof Palme. Maar de feestvreugde kon niet verhullen dat bij de opening alleen twee van de kleinere telescopen konden worden geopend, eentje met een middellijn van 1,5 meter en de andere van 1,0 meter. De grote telescoop waar het Baade en Oort om was gegaan, de 3,5 meter, was daar niet bij: de constructie had ernstige vertraging opgelopen.

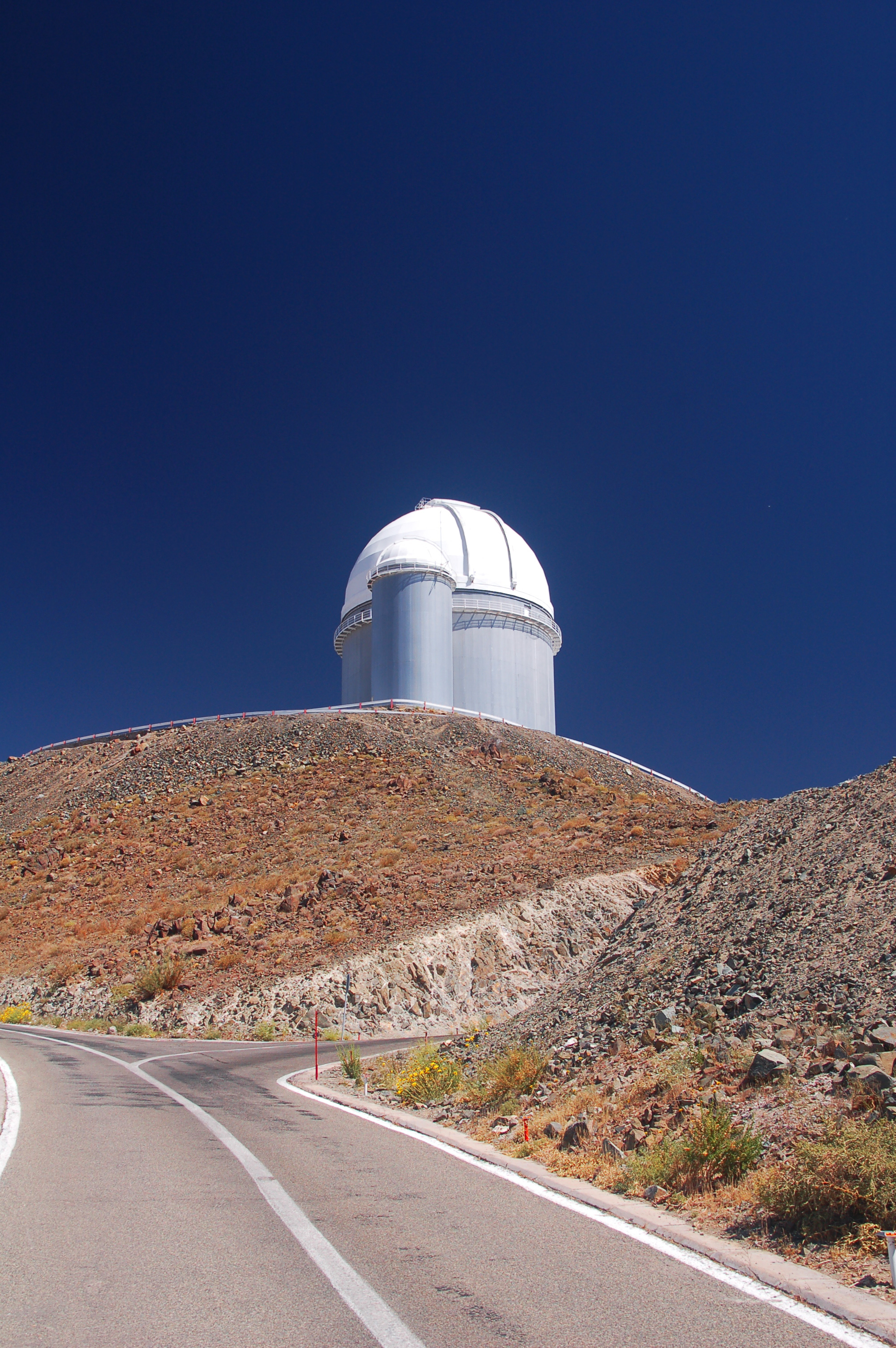
De 3,6-metertelescoop van La Silla werd in 1976/7 gerealiseerd. Deze telescoop herbergt de HARPS spectrograaf, de belangrijkste exoplaneet-detector

In 1970 nam Blaauw het stokje van Heckmann over en werd director general. Hij nam ontslag in Groningen en vertrok naar Hamburg, naar het hoofdkwartier van ESO. Zijn eerste grote uitdaging was om de constructie van de grote telescoop te versnellen. Al na een half jaar werd besloten het hoofdkantoor en de constructiewerkplaats te verplaatsen naar het Conseil Européen pour la Recherche Nucléaire (CERN) in Genève, waar de aanwezigheid van een groot ontwikkelingslaboratorium stimulerend zou kunnen werken op de bouw van de grote telescoop. De verhuizing heeft inderdaad die goede uitwerking gehad, zowel op de constructie van de grote kijker, als op die van de Schmidt, een telescoop met een groot beeldveld, te gebruiken als survey instrument.
Een Director General van ESO heeft weinig tijd om nog actief onderzoek te doen. Het was dan ook een aangename verrassing toen in 1972 op een symposium in Genève bleek dat een door Blaauw tien jaar eerder geschreven overzichtsartikel over sterassociaties een belangrijke leidraad was geworden voor jongere astronomen uit de radio- en de infraroodsterrenkunde die zich bezighielden met de vorming van sterren. Ook in dit reviewartikel had hij de boel weer eens op orde gebracht. Vermeldenswaard is ook zijn  hulp bij de oprichting van het Europese wetenschappelijke vaktijdschrift Astronomy and Astrophysics dat ontstond op initiatief van de Franse astronoom Jean-Louis Steinberg en van Stuart Pottasch uit Groningen.
In 1975 eindigde Blaauws vijfjarige aanstelling als director general. Hij zorgde nog voor een zeer bekwame opvolger, Lodewijk Woltjer, die er in zou slagen ESO op het niveau te tillen van de beste Amerikaanse sterrenwachten.

## Hoogleraar in Leiden
Ongeveer tegelijkertijd was er een vacature voor hoogleraar in Leiden. Blaauw accepteerde de hem aangeboden positie, die hij vervulde tot zijn emeritaat in 1981. Hij betrok een klein appartement in Leiden maar bleef wonen in Zuidvelde bij Norg in Drenthe, waar hij al vele jaren een grote, eeuwenoude boerderij bewoonde die met veel liefde was gerestaureerd. In de jaren dat hij in Leiden verbleef, werd hij als optisch astronoom een wetenschappelijk tegenwicht tegen de overheersende oriëntatie op de radioastronomie. Maar het was een niet-confronterend tegenwicht en de interesse is gebleven voor Blaauws type stellair onderzoek – dat van de bewegingen van sterren.

## International Astronomical Union
Van 1976 tot 1979 was hij president van de International Astronomical Union (IAU) – een erebaan, maar geen sinecure. Zijn grootste probleem werden de twee China’s die niet met elkaar door die ene IAU-deur konden. In 1961 had de IAU Taiwan toegelaten als lid. Beijing reageerde daarop door uit de IAU te stappen. Blaauw vond het onaanvaardbaar dat het grote China buiten de IAU bleef en in enkele weken diplomatie van het hoogste kaliber werd een formulering gevonden die voor beide China’s aanvaardbaar was. China-Beijing keerde in de IAU terug.

## Hipparcos

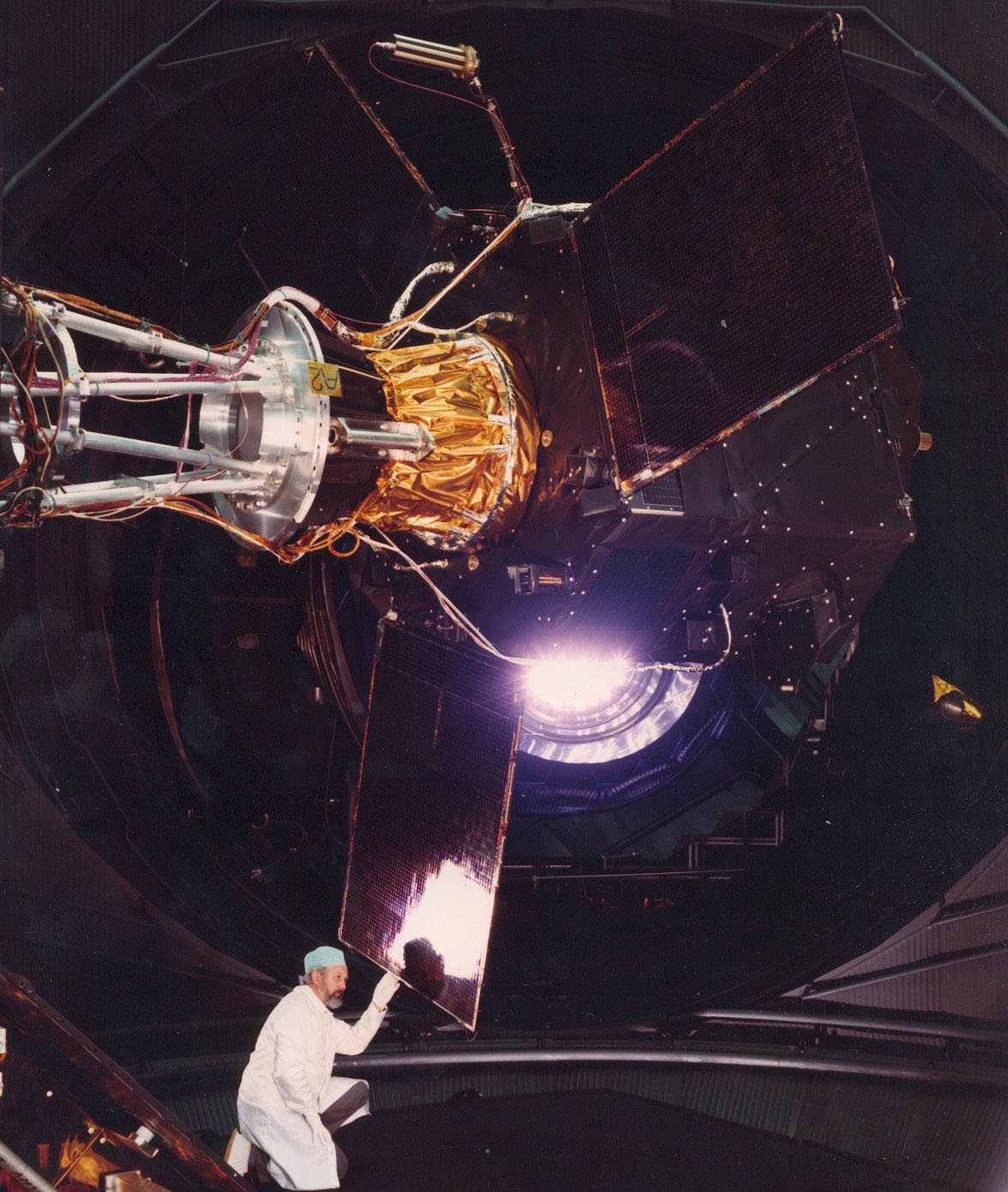
De Hipparcos satelliet onder test in de zonsimulator

Blaauws laatste klus, na zijn emeritaat, was het voorzitterschap van de programmacommissie voor een Europees satellietproject, Hipparcos genaamd. De satelliet was gebaseerd op een geniaal idee van de Franse astronoom Pierre Lacroute en moest posities van sterren gaan meten met een veel grotere nauwkeurigheid dan vanaf de aardbodem was mogelijk geweest. Daarmee kon de oudste astronomische subdiscipline, het nauwkeurig meten van sterposities, uit de put worden getrokken waarin ze was terechtgekomen. Astrometrie, zo werd studenten geleerd, was van fundamenteel belang, maar de eisen die aan het onderzoek moesten worden gesteld waren meer dan wat technisch kon worden gerealiseerd. Blaauw had, een oude Leidse traditie volgend, altijd veel interesse gehad voor de astrometrie en accepteerde onmiddellijk het voorzitterschap van de commissie voor wetenschappelijke programma’s. Het heeft hem veel tevredenheid gegeven dat de satelliet, ondanks een bijna fatale start, uiteindelijk ruim de doelstellingen heeft gehaald. Ook heeft het hem verheugd dat er onder leiding van Tim de Zeeuw (van 2007 tot 2017 ook director general van ESO) met Hipparcos-gegevens een groot programma is uitgevoerd dat tot een aantal goede proefschriften heeft geleid, die onder meer Blaauws eigen proefschriftonderzoek herhaalden met nieuwe, superieure middelen.

## Afscheid

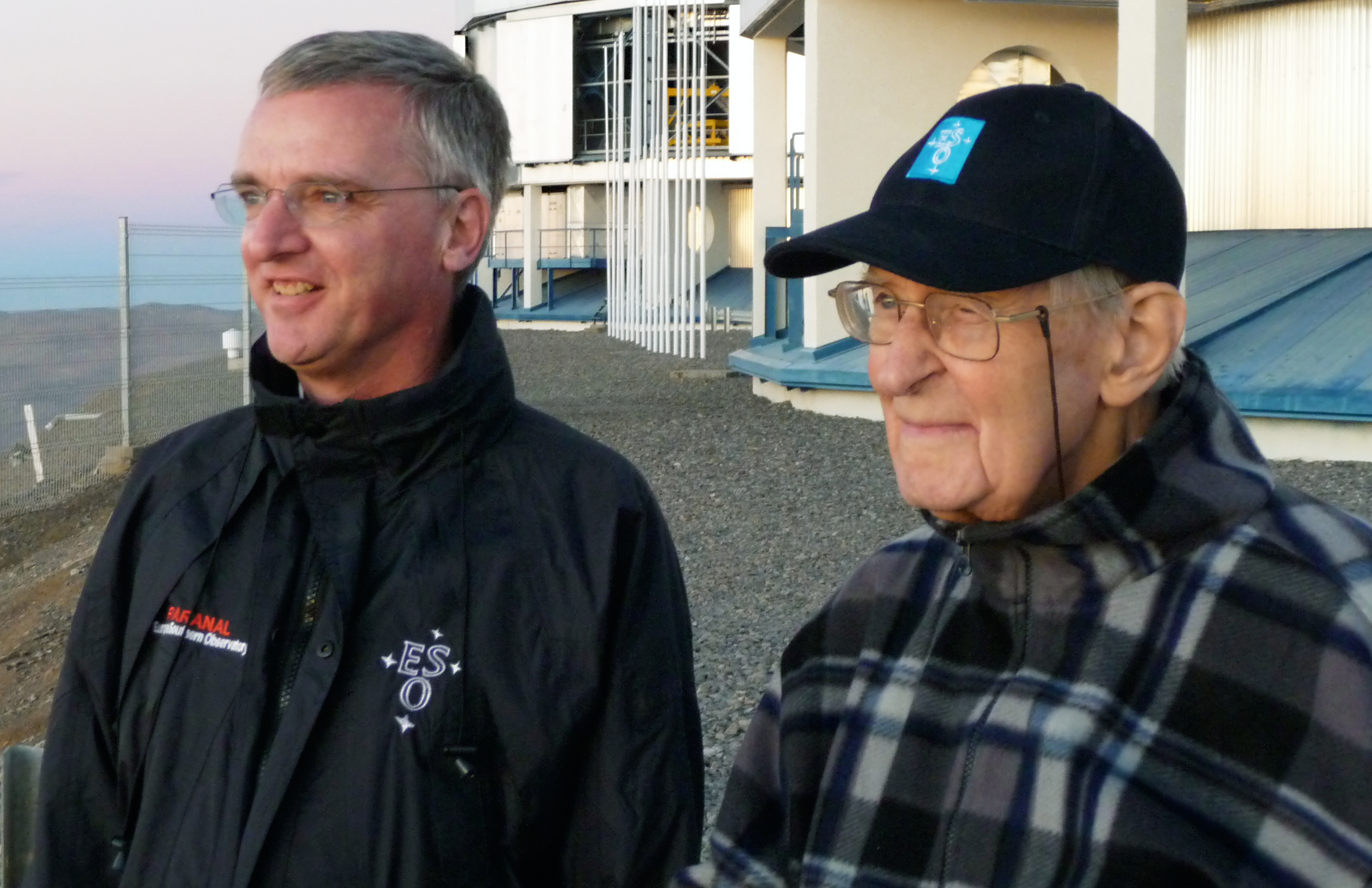
Adriaan Blaauw bezoekt op 95-jarige leeftijd nog een keer het observatorium in Chili. Naast hem Tim de Zeeuw. (19 februari 2010)

De laatste vijftien jaren van zijn lange leven was hij eindelijk vrij van verantwoordelijkheden. Hij heeft ze gebruikt om zowel in Groningen als in Leiden onderzoek te stimuleren, een vraagbaak te zijn voor studenten, promovendi, postdocs en stafleden. En hij schreef zeer gewaardeerde geschiedenissen van ESO en IAU. In 2010 bood ESO hem nog eens een reis aan naar Chili, om de nieuwe vestiging van de vier achtmetertelescopen te komen zien. Hij was er intens dankbaar voor.
Na een kort ziekbed overleed op 1 december 2010 Adriaan Blaauw op 96-jarige leeftijd. Hij was sterrenkundige, lid van de
Koninklijke Nederlandse Akademie van Wetenschappen (KNAW) en een nationaal,
Europees en mondiaal hooggeacht onderzoeker en bestuurder.

## Onderscheidingen
- Hij ontving in 1962 een eredoctoraat van de Universiteit van Besançon.
- 28 mei 1963 werd hij benoemd tot lid van de Koninklijke Nederlandse Akademie van Wetenschappen
- Voor zijn onderzoek heeft hij verscheidene onderscheidingen gekregen, waaronder de Bruce Medal in 1989[8] en de Prix Jules-Janssen.
- De Rijksuniversiteit Groningen richtte de Blaauwstoel en het Blaauwcollege op in 1997.
- De planetoïde 2145 Blaauw is naar hem vernoemd.
- De Sterrenwacht Blaauw op de Bernoulliborg van de Universiteit Groningen is naar hem genoemd.